# Alcidion alienum
Alcidion alienum là một loài bọ cánh cứng trong họ Cerambycidae.